# Beixiaoying
Beixiaoying (kinesiska: 北小营, 北小营镇)  är en köping i Kina. Den ligger i stadsdistriket Shunyi i Pekings storstadsområde, i den norra delen av landet, omkring 40 kilometer nordost om stadskärnan. Antalet invånare är 37 959. Befolkningen består av 18 187 kvinnor och 19 772 män. Barn under 15 år utgör 9,0 %, vuxna 15-64 år 81 %, och äldre över 65 år 9,0 %.